# Moutoullas
Moutoullas (griechisch Μουτουλλάς) ist eine Gemeinde im Bezirk Nikosia in der Republik Zypern. Bei der Volkszählung im Jahr 2021 hatte sie 126 Einwohner.

## Lage und Umgebung

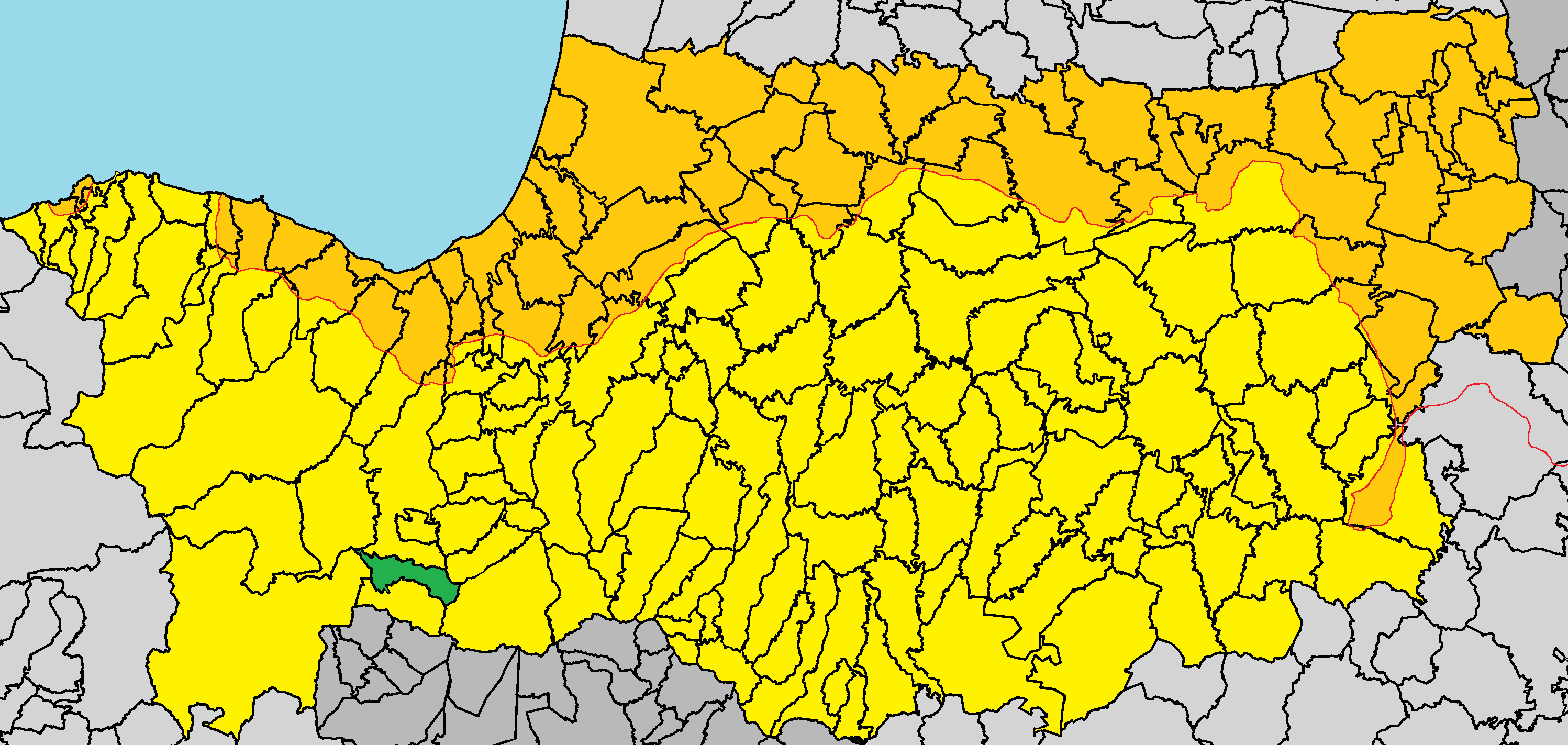
Lage im Bezirk Nikosia

Moutoullas liegt im oberen Marathasa-Tal des Troodos-Gebirges auf der Mittelmeerinsel Zypern auf einer Höhe von etwa 760 Metern, etwa 80 Kilometer von Nikosia, 60 Kilometer von Limassol, 120 Kilometer von Larnaka und 85 Kilometer von Paphos entfernt. Das 7,96662 Quadratkilometer große Dorf grenzt im Norden an Kalopanagiotis, im Osten an Galata und Kakopetria, im Süden an Pedoulas, im Westen an Mylikouri und im Nordwesten an Gerakies. Das Dorf kann über die Straße E908 erreicht werden.
Der Fluss Setrachos fließt durch das Dorf und bildet ein tiefes Tal. Die durchschnittliche jährliche Niederschlagsmenge beträgt etwa 850 Millimeter. In der Region werden Weinreben, eine Vielzahl von Obstbäumen (Äpfel, Birnen, Pfirsiche, Goldäpfel, Kirschen, Pflaumen, Feigen, Mispeln und Quitten), Mandeln, Oliven, Zitrusfrüchte, Walnüsse, Pistazien und einige Getreidesorten angebaut.

## Geschichte
Das Dorf existierte bereits im Mittelalter. Louis de Mas Latrie schrieb, dass Moutoullas während der fränkischen Zeit zum Gebiet der Grafen (bailliage du Comte) gehörte, später aber in königlichen Besitz überging.
In einer Gegend gegenüber von Moutoullas gab es zwei weitere mittelalterliche Siedlungen. Zum einen das Dorf Marathos (in mittelalterlichen Quellen Marato), das der gesamten Gegend auch den Namen Marathasa gab, sowie die Siedlung Troullino oder Troullinos wurde. Ihr Name ist auch in einem kleinen Dorf in der Gegend erhalten, das arkatzh'in tou Troullinou heißt. Diese beiden mittelalterlichen Dörfer scheinen im 17. Jahrhundert zerstört worden zu sein, wahrscheinlich durch Verfolgungen und Überfälle der Türken.

### Bevölkerungsentwicklung
Die folgende Tabelle zeigt die Bevölkerung des Dorfes, wie sie in den in Zypern durchgeführten Volkszählungen erfasst wurde.
| Jahr      | 1881 | 1891 | 1901 | 1911 | 1921 | 1931 | 1946 | 1960 | 1976 | 1982 | 1992 | 2001 | 2011 | 2021 |
| Einwohner | 346  | 430  | 481  | 527  | 595  | 651  | 790  | 879  | 833  | 525  | 401  | 294  | 174  | 126  |

## Bekanntheit

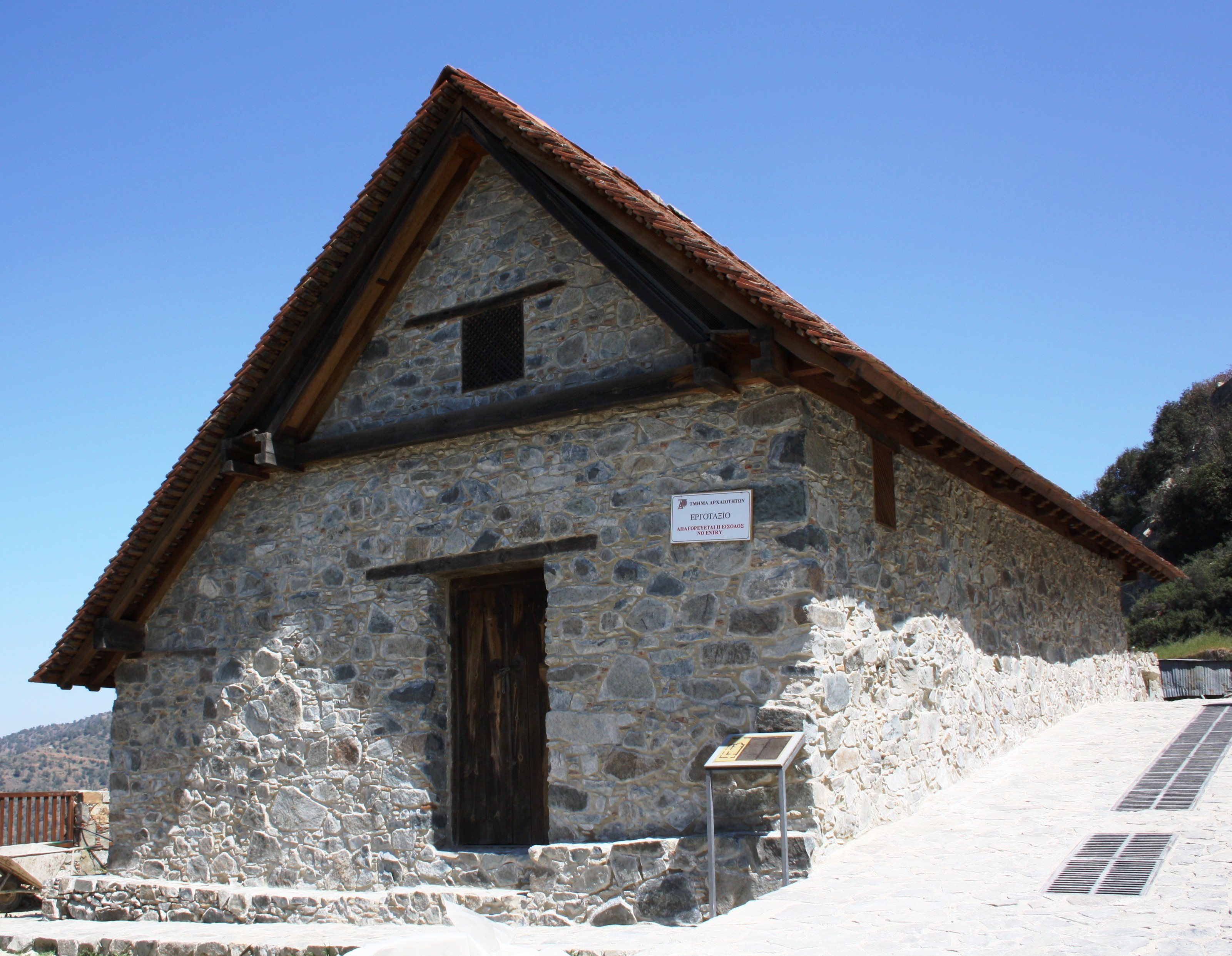
Außenansicht der Pangia-Kirche in Moutoullas

Bekannt ist Moutoullas vor allem als Standort der Panagia tou Moutoulla, einer der zum UNESCO-Welterbe gehörenden Scheunendachkirchen. Diese befindet sich auf einem Felsvorsprung beim Friedhof des Ortes und wurde bereits um das Jahr 1280 erbaut. Auch die in der Kirche befindlichen kunsthistorisch bedeutsamen Fresken „Geburt Christi“ und „Darbietung im Tempel“ sollen zu dieser Zeit entstanden sein. Das Dorf ist in Zypern auch wegen eines wohlschmeckenden Mineralwassers bekannt, welches auf der ganzen Insel verkauft wird. Ein weiteres kulturgeschichtlich bedeutsames Bauwerk in unmittelbarer Nähe des Ortes ist das Kloster Agios Ioannis Lampadistis beim zwei Kilometer entfernten Nachbardorf Kalopanagiotis, es steht ebenfalls auf der Weltkulturerbe-Liste. Zu diesem mittelalterlichen Kloster, das aus drei Kirchen und einigen Wohnhäusern besteht, führt eine steinerne Brücke über den Setrachos-Bach.